# Тясминське городище
Тя́сминське городи́ще — залишки укріпленого поселення часів чорноліської культури (8 — першої половини 7 сторіччя до н. е.) на високому правому березі річки Тясмину (притока Дніпра), поблизу села Великої Андрусівки Світловодського району Кіровоградської області. Занесене до Державного реєстру нерухомих пам'яток України об'єкти культурної спадщини національного значення під номером 110005-Н.
Тясминське городище досліджувалося у 1956—1957 під керівництвом О. І. Тереножкіна. Складалося з укріплення круглої форми діаметром 60 метрів, яке було оточене валом і ровом. Стіни споруди були з колод і кліті в основі. Городище існувало відносно недовго, було знищене вогнем.